# Gentse Feesten

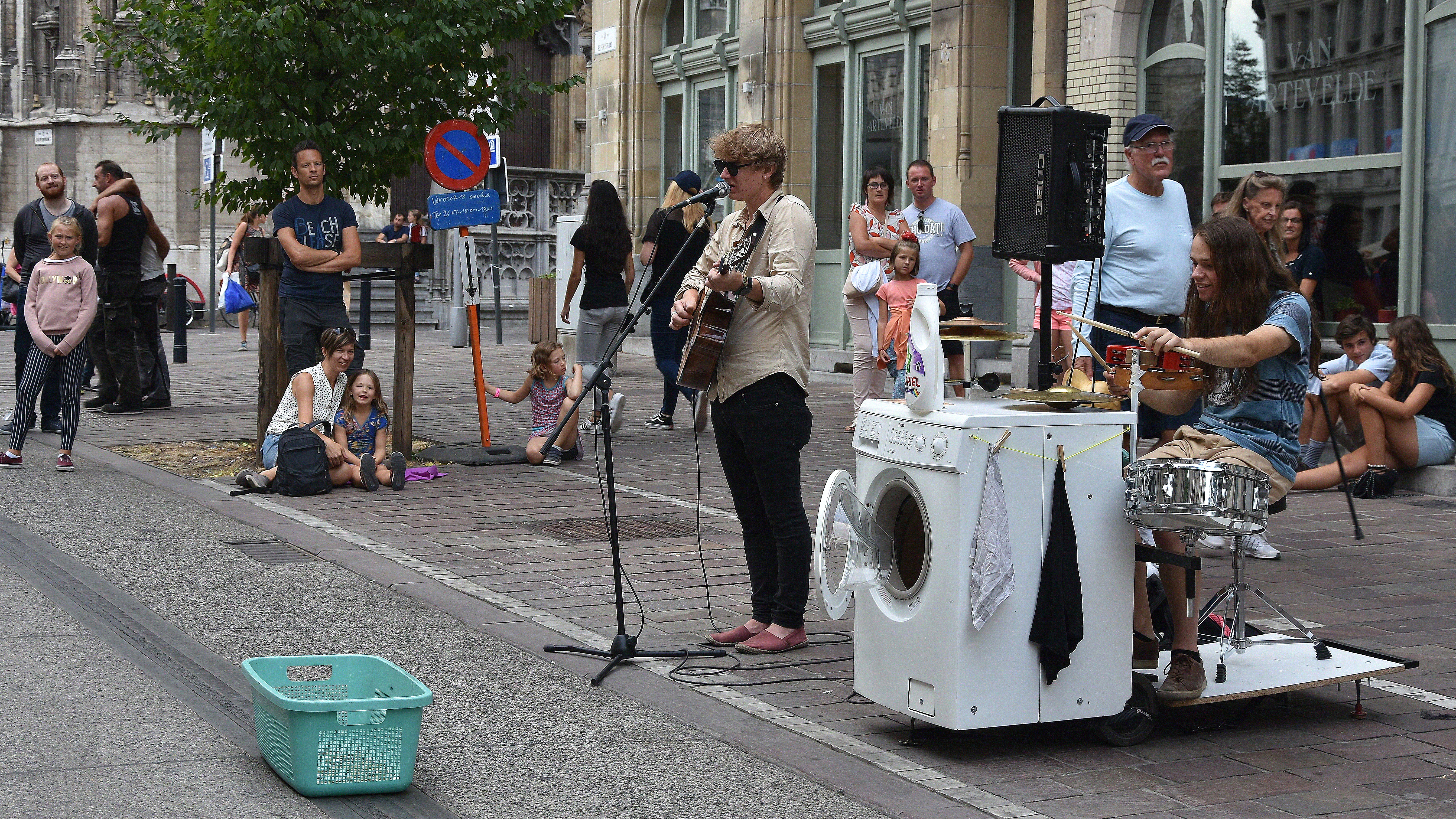
Gentse Feesten 2018

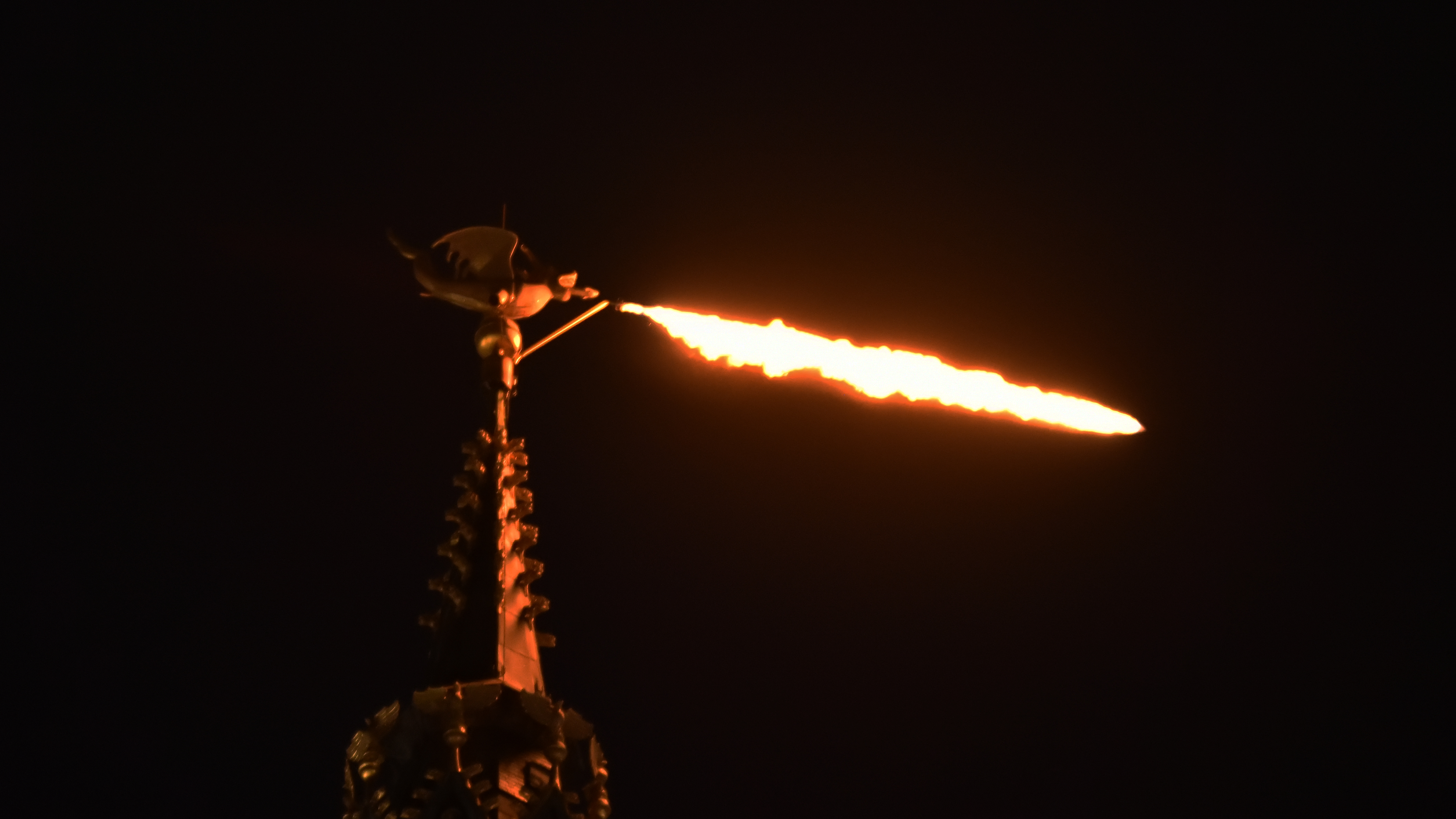
De vuurspuwende draak op het belfort tijdens de Gentse Feesten 2018

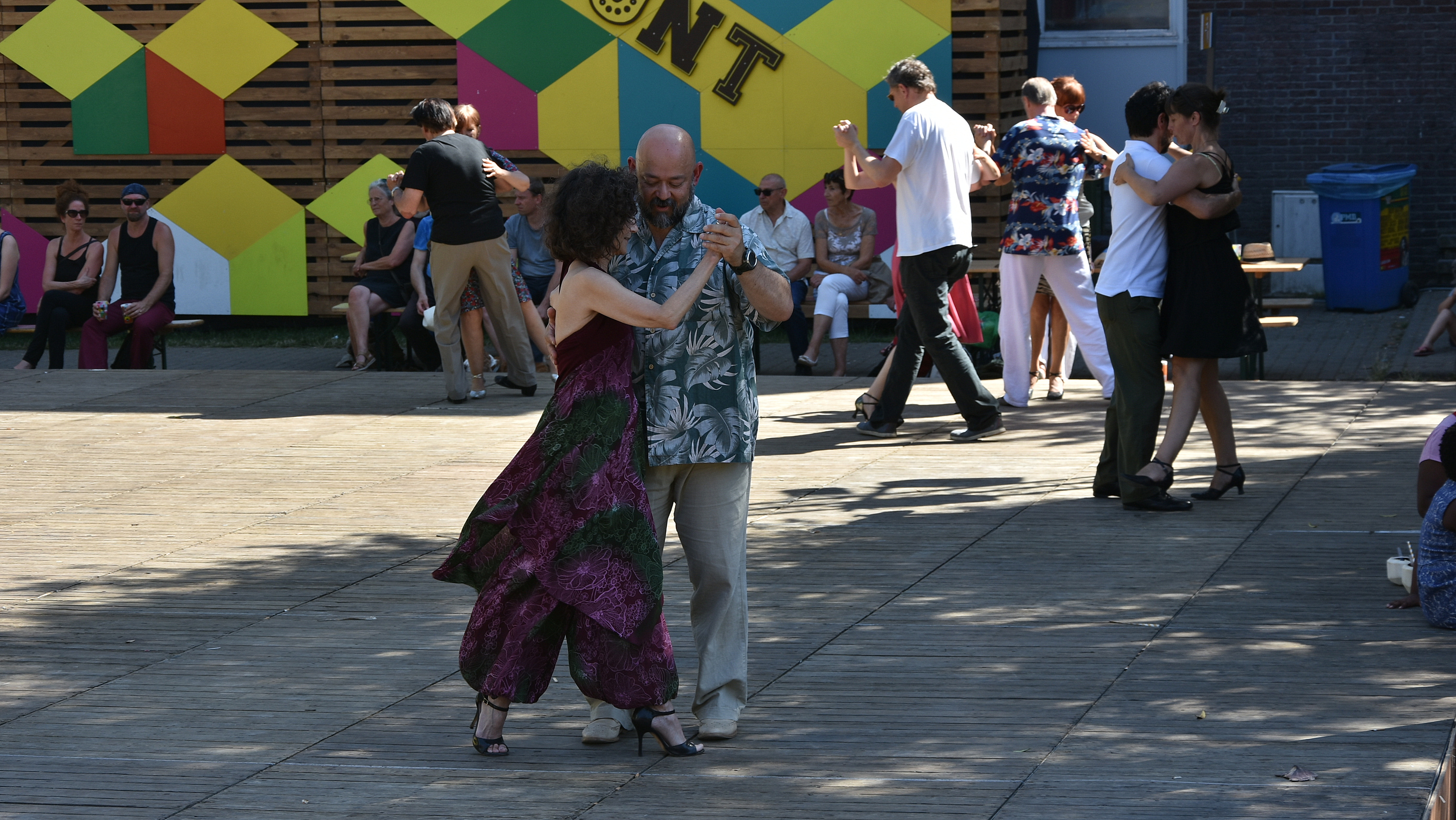
Tango Argentino tijdens de Gentse Feesten 2019

De Gentse Feesten zijn een feest dat tien dagen lang de hele binnenstad van Gent, de Kuip, inneemt. Het programma omvat zowel gratis als betaalde activiteiten. Naast activiteiten in de openlucht zijn er theatershows, gegidste wandelingen en bezoeken aan monumenten en musea.
De Gentse Feesten behoren, samen met het Oktoberfest in München, de Vierdaagsefeesten in Nijmegen en Las Fallas in Valencia, tot de grootste volksfeesten van Europa. In 2021 werd de Gentse Feesten erkend als immaterieel erfgoed door de Vlaamse minister van Cultuur.

## Geschiedenis
De allereerste Gentse Feesten werden gehouden in 1843, toen het stadsbestuur besloot om alle feesten samen te voegen tot een vierdaagse "algemeene kermis", ook wel Gemeente Feest genoemd. Op die manier probeerden de industriëlen de afwezigheid van arbeiders op een aantal maandagen te vermijden.
De eerste Algemene Kermissen vonden plaats in Sint-Denijs-Westrem, waar vandaag de beurshallen van Flanders Expo staan en op het Sint-Pietersplein. De burgerij trok naar de paardenkoersen in Sint-Denijs-Westrem, het gewone volk naar het Sint-Pietersplein. Afsluiten deden ze samen op de statige Kouter. Daar werd het volksbal georganiseerd. De aristocratie vierde feest op de mooi geplaveide kant van het plein, het gewone volk op de stoffige, niet-aangelegde kant. Na verloop van tijd groeide het Bal niettemin uit tot één groot volksfeest. Deze traditie bestaat nog steeds onder de naam Bal 1900. Het meeste geld ging naar de paardenkoersen. 
In het begin van de 20e eeuw verhuisde het feest naar het stadscentrum. 
Na de Eerste Wereldoorlog werden de Gentse Feesten gedragen door figuren als volkszanger en revueartiest Henri Van Daele. Na de Tweede Wereldoorlog nam de populariteit van de feesten af: het programma werd niet vernieuwd en bovendien konden de Gentenaars zich stilaan andere luxes veroorloven, zoals vakantie buiten de stad. Gent liep leeg tijdens haar eigen Feesten.
Aan het einde van de jaren 60 bliezen enkele alternatievelingen de Gentse Feesten nieuw leven in, als kunstzinnig anarchistisch initiatief, onder het voortouw van Walter De Buck en zijn vrienden van het café Trefpunt. In 1970 kregen ze met hun vzw Trefpunt toestemming om op het plein Bij Sint-Jacobs activiteiten te organiseren. Dit bleek zeer succesvol: het karakter van de Gentse Feesten veranderde en het aantal bezoekers groeide.
In de jaren 70 en 80 bleven de Gentse Feesten groeien — duizenden bezoekers kwamen er elk jaar feestvieren. Iedereen wilde graag een graantje meepikken van het succes: cafébazen, handelaars, braadworstenventers en straatartiesten. De Feesten kregen de (kwalijke) reputatie van "bier- en pensenkermis".
In 1976 richtte de gemeente de Stedelijke Dienst Culturele Animatie op die de programmering van de Feesten ging regelen. Het aanbod werd verder uitgebreid met stadswandelingen, tentoonstellingen en kunstmarkten.
Begin jaren 90 besliste het stadsbestuur meer aandacht te besteden aan het culturele niveau van de Feesten. Het International Puppetbuskersfestival en het Internationaal Straattheaterfestival, nu gekend onder de naam Miramiro, werden de nieuwe bezoekerstrekkers.
Door de jaren heen groeiden de Gentse Feesten uit tot een groot evenement. Waar de Gentse Feesten begonnen rond de Sint-Jacobskerk, omvat het huidig feestterrein de volledige Gentse kuip.
De Gentse Feesten werden geannuleerd in 2020 en 2021 vanwege de coronapandemie.
Na meer dan duizend dagen zonder Gentse Feesten kwamen in 2022 zeer veel bezoekers naar de Gentse binnenstad. De 177ste editie ontving in tien dagen 1.570.000 bezoekers, het hoogste aantal van de laatste vijftien jaar.

## Verloop
De Feesten werden om twee uur 's middags geopend door de belleman, gevolgd door de Gentse Feestenstoet van alle officieel geregistreerde deelnemers-artiesten te voet of op praalwagens. De Gentse Feestenstoet werd afgeschaft in 2015 en vervangen door een openingsspektakel op vrijdag. 
De laatste vrijdag van de Gentse Feesten is er 's avonds de rondgang van de stroppendragers, die begint en eindigt aan het Gravensteen. Ze maken een rondgang door het stadscentrum voorafgegaan door keizer Karel en zijn gevolg. Daar waar de Gentenaars in het publiek staan wordt die nogal eens uitgejouwd voor wat die de Gentenaars aandeed. Als de stroppendragers langskomen wordt het dan ijzig stil uit respect. Terug aan het Gravensteen wordt het Gentse volkslied "Klokke Roeland" gezongen en worden de stroppen in het vuur geworpen.
Ze werden altijd afgesloten op de tweede maandag, de dag van de lege portemonnees, om elf uur 's avonds met de Kaarskensstoet op de Korenmarkt (de omstanders krijgen een brandende kaars toegestoken). 
De Gentse Feesten begonnen in 2013 voor de laatste keer op de zaterdag voor de derde zondag van juli, en eindigden op de maandag van de week erna. Sedert 2014 beginnen de Gentse Feesten op de vrijdag voor de derde zondag van juli, en eindigen ze op de zondag van de week erna. Zo is er een extra weekenddag, en kan het gewone leven op maandag hervatten.
De binnenstad wordt omgetoverd tot een volledig verkeersvrije zone waarin van heinde en ver komende straatartiesten hun sketches, circusacrobatiek of muziek brengen: ze leven hoofdzakelijk van de fooien van het publiek na de acts, hoewel elke straatartiest wel een officiële acteervergunning van de stad voor die tien dagen dient aan te vragen. Men kan zich bij dat aanbod van kunstjes en presentaties van ambachten op straat zonder overmoedige fantasie tien dagen opnieuw in de middeleeuwen wanen, aangezien de Gentse kuip vol staat met gebouwen uit die tijd.
Van officiëler allure zijn de diverse optredens van (inter)nationaal bekende artiesten op hoge, overdekte podia die (bijna) gratis kunnen worden bijgewoond doordat de stad ze uitnodigt en betaalt.
De Belgische nationale feestdag, 21 juli, zit steeds vervat in deze tiendaagse. Deze feestdag is dan ook steevast een drukke Feestendag. De startdatum van de Gentse Feesten kan overigens ook aangeduid worden als de (vrij)dag vóór de zaterdag vóór 21 juli.

## Kritisch Gents keurmerk
De laatste 15 jaar liep aan het einde van de openingsstoet een, oogluikend toegelaten, protestgroep tegen de wurggreep van de commercie op de Feesten. Die commercie vooral blijkt uit het overaanbod van gelijksoortige eetkramen (frieten, hotdog, kebab) op enkele meters van elkaar en de voortdurende uitbreiding van te betalen optredens binnenshuis ten nadele van alle animatie op straat die door de stadskas wordt betaald. Zo'n protest krijgt soms een politieke ondertoon mee; de rebelse stoet droeg in 2005 spandoeken en pancartes als: Tegen de verrechtsing, Voor de multiculturele samenleving, Tegen de controlemaatschappij.
Enkele oorspronkelijke initiatiefnemers uiten hun kritiek door uitgerekend met de Gentse Feesten op vakantie te gaan. Degenen van het eerste uur die wel nog de Gentse Feesten bezoeken beperken zich "wijselijk" tot de gratis attracties zoals de markten, de vuurwerken, het café chantant of het bal 1900 op maandag op de Kouter en enkele vaste te betalen ingrediënten zoals het middeleeuws ontbijt in het Industriemuseum (vroeger in Het Vleeshuis aan de Groentemarkt) of een van de volkse cabarets in het Gents met rasechte Gentenaars.
Trefpunt Festival Vzw (samen met de vzw's Democratie 2000 en Attac Vlaanderen) organiseren sinds 1989 onder het motto "Zonder dwarsliggers kunnen de treinen niet rijden", een reeks paneldebatten van twee tot zes uur in de middag, waarin de hete politieke en socio-economische hangijzers door uiteenzettingen door een panel van wijzen en een vraag-en-antwoord-ronde grondig besproken worden. Als begeleidende ondertitel wordt een filosofische bespiegeling van Jürgen Habermas gebruikt: "Als de utopische oases uitdrogen, ontstaat een woestijn van banaliteit en radeloosheid". Sinds 1992 reiken ze telkens op 21 juli op het groot podium Bij Sint-Jacobs de Gentse Prijs voor de Democratie uit als democratische reactie op Zwarte Zondag (24 november 1991).

## Festivals binnen de Feesten
Verschillende organisaties zorgen ervoor dat de toeristen tijdens de Feesten ook terechtkunnen op festivals die zich specialiseren in uiteenlopende kunstvormen. De belangrijkste zijn (in volgorde van traditie, de oudste eerst):
- Trefpunt Festival (sinds 1970): het moederpodium van de "moderne" Gentse Feesten
- Miramiro: circusfestival op verschillende locaties in het Gentse.
- Internationaal Puppetbuskerfestival: een festival voor poppenspelers met als vaste stek het Patershol (Trommelstraat), soms met een tocht doorheen de feestenzone.
- Ten Days Off (1995-2014): een muziekfestival rond elektronische dansmuziek in de Vooruit. Het heette oorspronkelijk Ten Days of Techno, maar dat vonden de organisatoren een té beperkend label. Ten Days Off hield ermee op na de editie van 2014.
- Gent Jazz Festival (sinds 2002): een muziekfestival voor jazzliefhebbers dat eerst plaatsvond in het Gravensteen en daarna verhuisde naar de Bijloke. Het festival heette eerst Blue Note Festival, maar werd in 2006 hernoemd naar Blue Note Records Festival op verzoek van Blue Note Records. In 2008 werd het hernoemd naar Gent Jazz Festival.
- Boomtown (sinds 2002, werd niet georganiseerd in 2008): een muziekfestival, dat tot en met 2007 op de Oude Beestenmarkt plaatsvond, met vooral aandacht voor de combinatie van muziek en videokunst. Vanaf 2009 verhuisde het festival naar de Kouter.
- Jeugdcircusfestival (sinds 2002): De circusvloer in het Baudelohof is uitgegroeid tot een volwaardig festival binnen de Feesten. Het zijn vier dagen van jeugdcircus, aanstormend talent en internationale toppers op het vlak van hedendaags circus. Tot 2014 organiseerde Circuscentrum dit festival.
- One Day for another World (sinds 2003): één dag muziekoptredens op de Sint-Jacobsmarkt ten voordele van Oxfam.[11]
- Rariteitenkabinet cirQ (sinds 2004), bekend van de Baden Baden, Bataclan I, II en III, BATAKAMP en Zataclan, parodiërende totaalspektakels die vaak controversieel zijn.[12]
- Polé Polé Festival: wereldmuziek (vnl. Zuid-Amerikaans), polé polé betekent "kalmpjes aan". Het bestond al vele jaren eerder in Oostakker, een Gentse randgemeente, maar herleefde sedert 2004 aan de Graslei/Korenlei. Er was jarenlang een dwarsend podium over de Leie gebouwd.
- Boombal (sinds 2006): iedere avond folkdans met verschillende artiesten en dj's.
- Comedyfestival Gent (sinds 2007): een comedyfestival (in JOC Rabot) met sterke nadruk op diversiteit met onder andere allochtone en vrouwelijke artiesten. Comedyfestival Gent biedt als enige volledig Engelstalige comedyshows aan.
- 123 Comedy Festival (2004-2008): een comedyfestival met comedians van Comedybureau 123 Comedy Club in het achterzaaltje van Restaurant Mineral.
- Ground Zero Festival (2009): no-nonsense muziekfestival met verschillende genres in het Damberd Jazz-café op de Korenmarkt
- Belonging (2010) poëzieavond met muzikale begeleiding georganiseerd door het Masereelfonds
- Klankfest (2015-2016) Elektronisch muziekfestival in De Vooruit met elke dag de focus op een bepaald genre, concept, club en/of label. Werd gezien als de vervanger van Ten Days Off.